# Leleszi alapítólevél
A leleszi alapítólevél 1214-ben készült, a leleszi apátság birtokairól szóló királyi oklevél, fontos nyelvemlékünk. A 14. század első felében írt hiteles másolatokból ismert.
II. Endre magyar király 1213 augusztusában épp Leleszen tartózkodott, amikor hírt kapott róla, hogy feleségét, Gertrudist meggyilkolták. Az alapítólevél az ezt követő időszakban készült.

## Magyar földrajzi nevek
A latin nyelvű okiratban olvasható először számos bodrogközi és Ung-vidéki település, folyó neve.

### Ma is létező települések
Ezek közül ma is léteznek:
- Helmech, Helmuch, Helmeche (Királyhelmec)
- Lelez (Lelesz)
- Paylen (Pólyán)
- Bechekka (Bacska)
- Beyle (Bély)
- Gerus, Garus (Kisgéres, illetve Nagygéres)
- Copus, Capus (Nagykapos)
- Chepel (Csepely – ma Nagykapos része).

### Már nem létező települések
Az okirat olyan településeket is említ, amelyek ma már nem léteznek:
- Chernafolo (Csernyő-puszta)
- Olyloch
- Velche Thalut

### Folyónevek
- Latericia (Latorca)
- Hung (Ung)
- Zopoth (Sopot)
- Beztriz (Biztric)

### Dűlőnevek, jobbágynevek
Az alapítólevél dűlőneveket is említ, amelyek közül sok még ma is használatos, illetve jobbágyneveket, amelyek mind magyar eredetűek, tehát azt mutatják, hogy a régióban már akkor is magyar és nem szláv parasztság élt.
Dűlőnevek: Chyser (Csizér), Concheka (Koncka), Eelehua (Ilhó-erdő), Kazna (Kazna mocsár), Moluva (Molyva), Myhan (Mihán-tó), Zohoynis (Szómás), Helmecnél a Karacha (Karcsa), Nadestau (Nádas-tó), Tyza (Tice)
Jobbágynevek: Farkas, Detric, Bezad, Csobod, Petha, Beseneu, Mogod, Wech, Bog, Buda, Chemma, Lazar, Maradyech, Wosas, Tordas, Nanas, Thekus, Cherkez, Thumpa stb.
Forrás: Bogoly János:790 éves az alapítólevél